# Korenveld met kraaien
Korenveld met kraaien, ook wel getiteld Korenvelden onder dreigende luchten met kraaien, is een schilderij van de Nederlandse kunstschilder Vincent van Gogh, olieverf op doek, 50,5 × 100,5 centimeter groot, gemaakt in 1890. Het is een van de laatste werken van de vroeg overleden kunstenaar en valt op door de dreigende sfeer. Het schilderij bevindt zich momenteel in het Van Gogh Museum te Amsterdam.

## Context
Over de vraag welk schilderij van Van Gogh precies zijn laatste is geweest, heeft altijd veel discussie bestaan. Lang werd gewezen naar Korenveld met kraaien, maar die gedachte leek meer gebaseerd op de dreigende sfeer van het werk dan op feiten. Mede op basis van onderzoek van kunsthistoricus Jan Hulsker en deels ook refererend aan Van Goghs laatste brieven aan zijn broer Theo, is inmiddels vastgesteld dat Korenveld met kraaien op 10 juli 1890 werd geschilderd en dat daarna waarschijnlijk nog drie andere werken zijn ontstaan, waaronder De tuin van Daubigny en Boomwortels. Dit neemt echter niet weg dat de onheilspellend stemming en ook de locatie wel degelijk gekoppeld kunnen worden aan Van Goghs zelfmoord. Er wordt wel beweerd dat dit het veld is waar de kunstschilder zich 17 dagen nadat hij het werk schilderde in de borst heeft geschoten. Zelf schreef hij over deze plek: "Toen ik hier terug kwam ging ik aan het werk. Het penseel viel bijna uit mijn handen (...) Het was niet moeilijk om droefgeestigheid en extreme eenzaamheid uit te drukken".

## Afbeelding

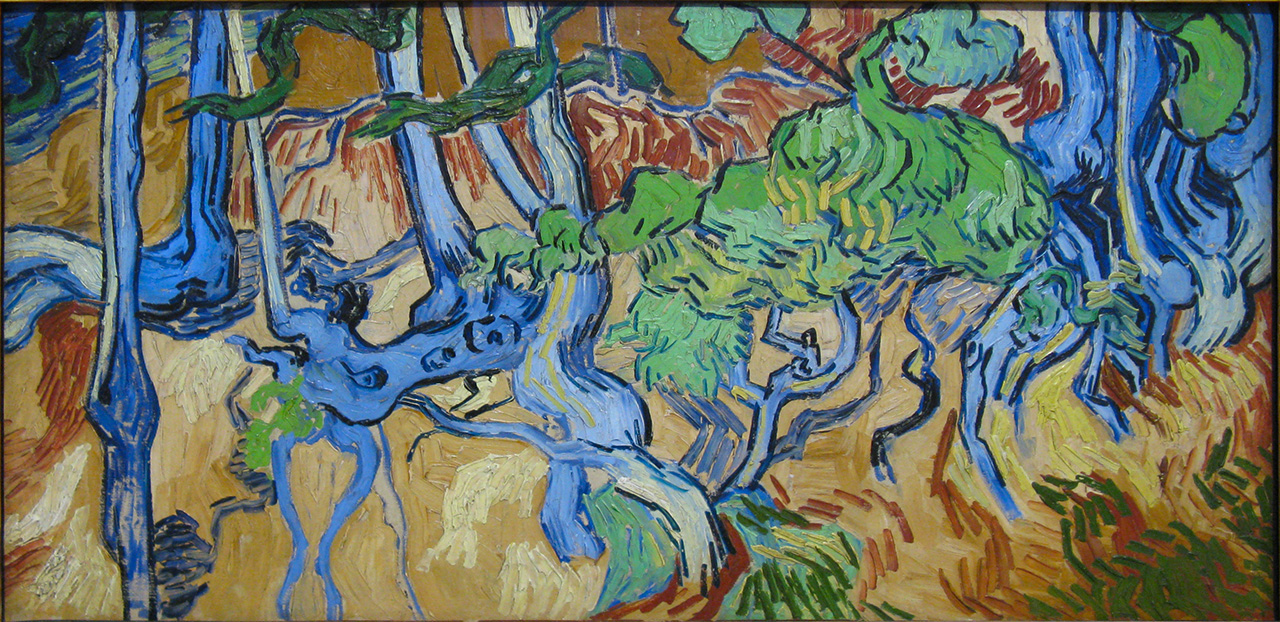
Boomwortels, 1890

Korenveld met kraaien is hoe dan ook een schilderij waaruit een zekere wanhoop en bedreiging spreekt, daar waar van Gogh eerder de natuur altijd vanuit een vreugdevolle levensaanvaarding weer leek te geven. De lucht wordt donker en een zwerm kraaien vliegt op, plotseling, als wordt ze ervaren als een voorbode van de dood. Duidelijk te zien is Van Goghs bezeten, bijna gefrustreerde werkwijze: haastig en dik opgebrachte stroken primaire verf, waarvoor hij geen moeite meer deed die te mengen. De onrust werkt zelfs door in de opbouw: het beeld komt niet samen aan de horizon, maar de compositie wordt als het ware naar voren getrokken door de drie grove paden. De twee aan de zijkant lopen van het doek af terwijl het middelste pad abrupt eindigt. Er ontstaat een gevoel van omsingeling.
Korenveld met kraaien is een zogenaamd dubbel-vierkant doek, waarbij twee standaardmaten aan elkaar worden gekoppeld. Van Gogh maakte meer werken in een dergelijk formaat, waaronder zijn Boomwortels, dat in dezelfde periode werd geschilderd. Beide werken werden gevonden in zijn nalatenschap, belandden in de collectie van zijn broer Theo en kwamen van daaruit uiteindelijk in het Van Gogh Museum terecht. Daar hangen ze nu gebroederlijk naast elkaar en gelden als topstukken van het museum.